# La tigre del mare (film 1939)
La tigre del mare (Thunder Afloat) è un film del 1939 diretto da George B. Seitz.